# موت (إلهة)

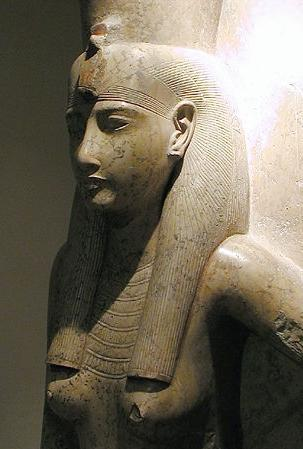
تمثال موط من الأسرة التاسعة عشر ق.م. 1279-1213، متحف الأقصر

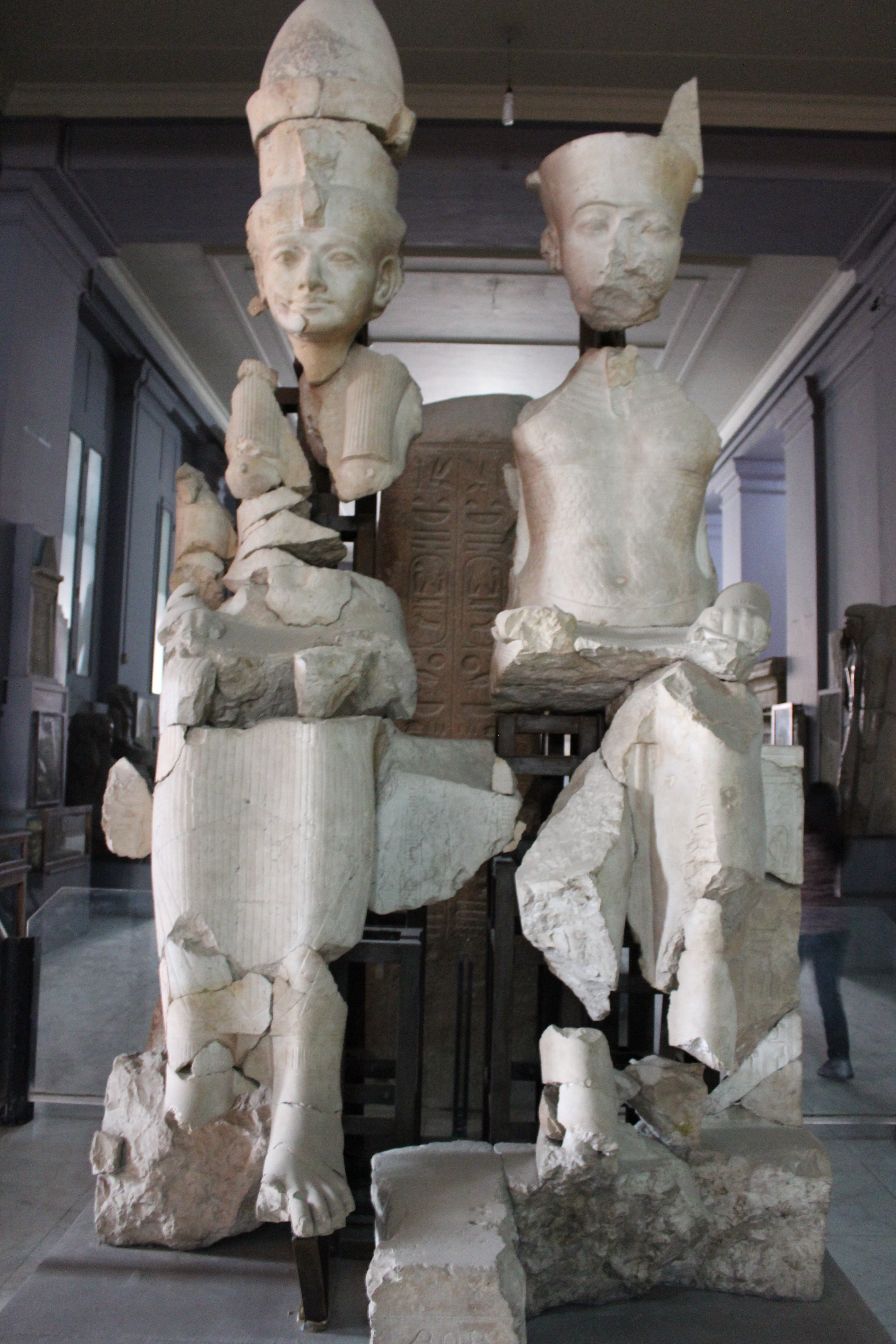
آمون وزوجته موط في المتحف المصري.

موت (بالإنجليزية: Mut, Maut and Mout)، هي الإلهةُ الأُمُّ العظيمة. واسمها يعني حرفيَّاً «الأُمُّ» في اللغة المصرية القديمة. اعتبرت سيِّدة للسماء، ولُقِّبت بـ«أم الشمس» التي تُشرق منها. وكانت تملك عُضوًا ذكريَّا وآخر أُنثويَّا. كان لموت العديد من الجوانب والصفات المختلفة التي تغيرت وتطورت كثيرًا على مدى آلاف السنين في الثقافة المصرية القديمة.
كانت موتت تعتبر إلهًة بدائيًة مرتبطًة بمياه «نو» البدائية التي ولد منها كل شيء في العالم. قيل في بعض الأحيان أن موت أنجبت العالم من خلال التوالد العذري، ولكن في كثير من الأحيان قيل إن لها زوجًا، الإله الخالق الشمسي آمون رع. على الرغم من اعتقاد أتباع موت أن موت هي أم كل شيء في العالم، إلا أنها كانت مرتبطة بشكل خاص بصفتها والدة الإله القمري خونسو. في معبد الكرنك في مدينة طيبة عاصمة مصر، كانت عائلة آمون رع وموت وخونسو تُعبد معًا باسم ثالوث طيبة.
في الفن، صُوِّرت موت عادة على أنها امرأة ترتدي التاج المزدوج لملوك مصر، والذي يمثل قوتها على كل الأرض. خلال ذروة عبادة موت، كان حكام مصر يُؤيدون عبادتها بطريقتهم الخاصة؛ للتأكيد على سلطتهم وحقهم في الحكم من خلال الارتباط مع موت. شاركت موت في العديد من المهرجانات المصرية القديمة مثل مهرجان الأوبت ومهرجان الوادي الجميل. كان أعظم معابدها يقع في الكرنك في طيبة.

## الميثولوجيا
كانت موت قرينة آمون، الإله الراعي للفراعنة خلال المملكة الوسطى (2055-1650 قبل الميلاد) والمملكة الحديثة (1550-1070 قبل الميلاد). ربما كانت عمونيت ووسرت زوجتا آمون في وقت مبكر من التاريخ المصري، لكن موت، التي لم تظهر في النصوص أو الفن حتى أواخر عصر الدولة الوسطى، قد حلَّت محلَّهُما. في الدولة الحديثة، كان آمون وموت هما الإلهان الراعيان لطيبة، وهي مدينة رئيسية في صعيد مصر، وشكلوا ثالوثًا عِباديَّاً مع ابنهم خونسو. وفي دورها الرئيسي الآخر كإلهة لبؤة، كانت تُمثِّل، في مصر العُليا، النظير المُماثل للإلهة المُرعبة سخمت، إلهة أرض مصر السُّفلى.

## تصويرها
في الفن، تم تصوير موت على أنها امرأة بأجنحة نسر، تحمل عنخًا، مرتدية التاج الموحد لمصر العليا والسفلى وثوبًا من اللون الأحمر أو الأزرق الفاتح ، مع ريشة الإلهة ماعت عند قدميها. .بدلاً من ذلك ، كنتيجة لاستيعابها ، يتم تصوير موت أحيانًا على أنها كوبرا أو قطة أو بقرة أو لبؤة وكذلك نسر.
قبل نهاية المملكة الحديثة، كانت جميع صور الشخصيات النسائية التي ترتدي التاج المزدوج لمصر العليا والسفلى تقريبًا صورًا للإلهة موت، والتي تحمل هنا اسم «سيدة السماء، سيدة جميع الآلهة». تُظهر الصورة الأخيرة في هذه الصفحة ملامح وجه الإلهة التي تميز هذا العمل على أنه عمل تم إجراؤه في وقت ما بين أواخر الأسرة الثامنة عشرة وبداية عهد رمسيس الثاني (حوالي 1279-1213 قبل الميلاد).

## في الكرنك

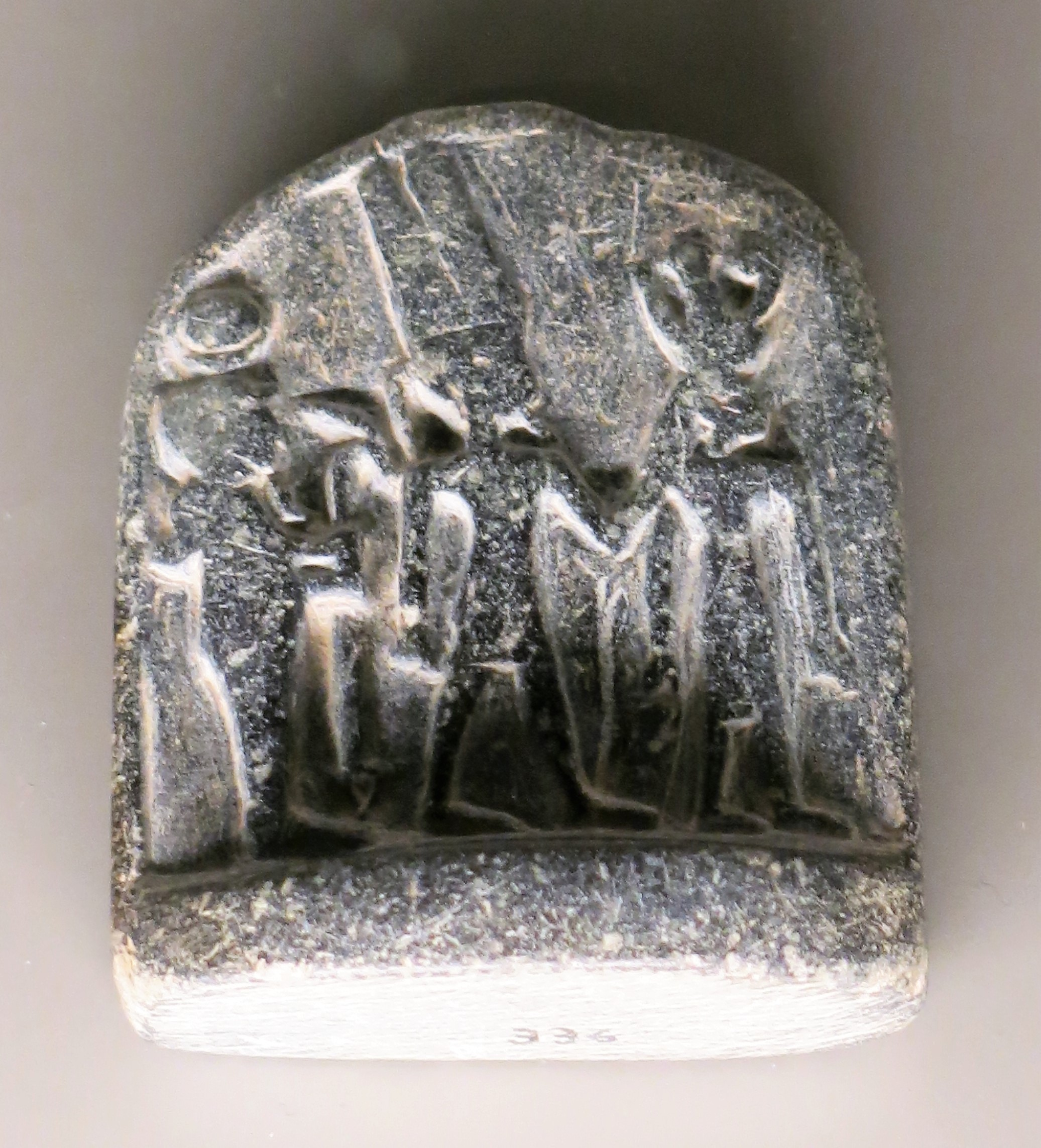
تميمة الثلاثة آلهة خونسو وآمون وموت

لا تزال هناك معابد مخصصة لموت قائمة في مصر والسودان الحديثة، مما يعكس انتشار عبادة لها. أصبح مركز عبادتها في السودان معبد موت لجبل البركل وفي مصر معبد الكرنك. كان هذا المعبد يحتوي على التمثال الذي كان يعتبر تجسيدًا لكا الحقيقي. تضمنت ولاءاتها الطقوس اليومية من قبل الفرعون وكاهناتها. تصور النقوش الداخلية مشاهد للكاهنات، وهي حاليًا المثال الوحيد المعروف المتبقي للعبادة في مصر القديمة التي كانت تديرها النساء حصريًا.
عادة ما كانت الملكة بمثابة الكاهنة الرئيسية في طقوس المعبد. شارك الفرعون أيضًا وسيصبح إلهًا بعد الموت. في حالة كون الفرعون أنثى، تشير سجلات أحد الأمثلة إلى أن ابنتها كانت تعمل كاهنة عليا مكانها. غالبًا ما خدم الكهنة في إدارة المعابد والأوراكل حيث أدت الكاهنات الطقوس الدينية التقليدية. وشملت هذه الطقوس الموسيقى والشرب.
قامت الفرعون حتشبسوت بإعادة بناء المعبد القديم لموت في الكرنك خلال فترة حكمها في الأسرة الثامنة عشرة. اعتقد المنقبون السابقون أن أمنحتب الثالث بنى المعبد بسبب مئات التماثيل الموجودة هناك لسخمت التي تحمل اسمه. لكن حتشبسوت، التي أكملت عددًا هائلاً من المعابد والمباني العامة، أكملت العمل قبل خمسة وسبعين عامًا. بدأت تقليد تصوير موت بتاج مصر العليا والسفلى. يُعتقد أن أمنحتب الثالث أزال معظم علامات حتشبسوت، مع أخذ الفضل في المشروعات التي بنتها.
كانت حتشبسوت فرعونًا جلب موت إلى الواجهة مرة أخرى في البانتيون المصري، متماهيًا بقوة مع الإلهة. ذكرت أنها كانت من نسل موت. كما ربطت نفسها بصورة سخمت، باعتبارها الجانب الأكثر عدوانية للإلهة ، حيث خدمت كمحاربة ناجحة للغاية خلال الجزء الأول من حكمها كفرعون.
في وقت لاحق من نفس الأسرة، قمع إخناتون عبادة موت وكذلك الآلهة الأخرى عندما روج للعبادة التوحيدية لإله الشمس، آتون. أعاد توت عنخ آمون فيما بعد تأسيس عبادتها واستمر خلفاؤه في ربط أنفسهم بموت بعد ذلك.

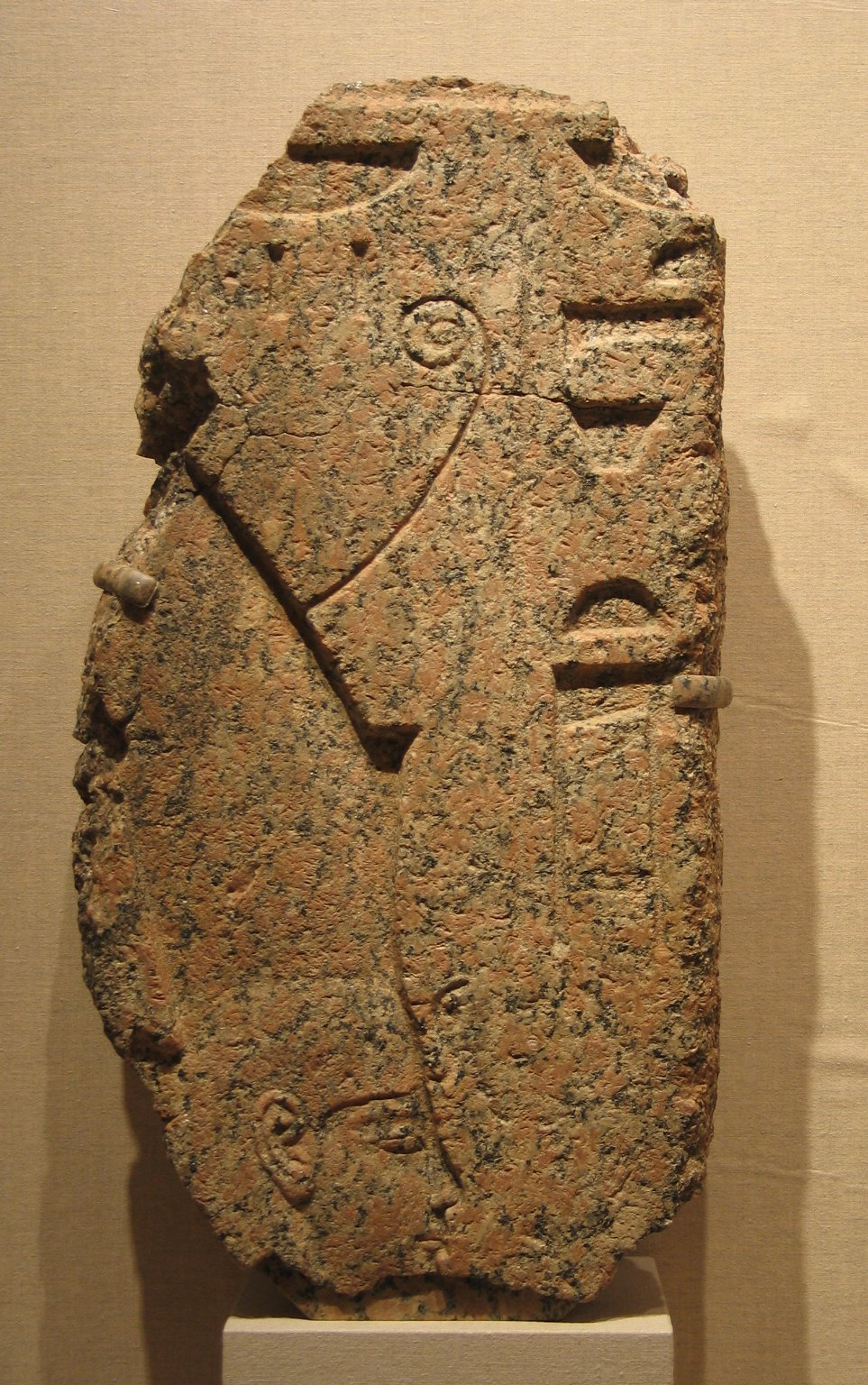
إغاثة الإلهة موت ، ج. ١٣٣٦-١٢١٣ قبل الميلاد ، 79.120 ، متحف بروكلين

أضاف رمسيس الثاني المزيد من الأعمال في معبد موت خلال الأسرة التاسعة عشرة ، بالإضافة إلى إعادة بناء معبد سابق في نفس المنطقة، وإعادة تكريسه لآمون وله. وضعه بحيث يضطر الناس إلى تمرير معبده في طريقهم إلى معبد موت.
قام الفراعنة الكوشيون بتوسيع معبد موت وتعديل معبد رمسيس لاستخدامه كضريح لميلاد آمون وخونسو المشهور، محاولين الاندماج في الخلافة الإلهية. كما قاموا بتثبيت كاهناتهم الخاصة بين صفوف الكاهنات الذين عملوا في معبد موت.
أضافت السلالة البطلمية اليونانية زخارفها وكاهناتها في المعبد أيضًا واستخدمت سلطة موت للتأكيد على اهتماماتهم الخاصة.

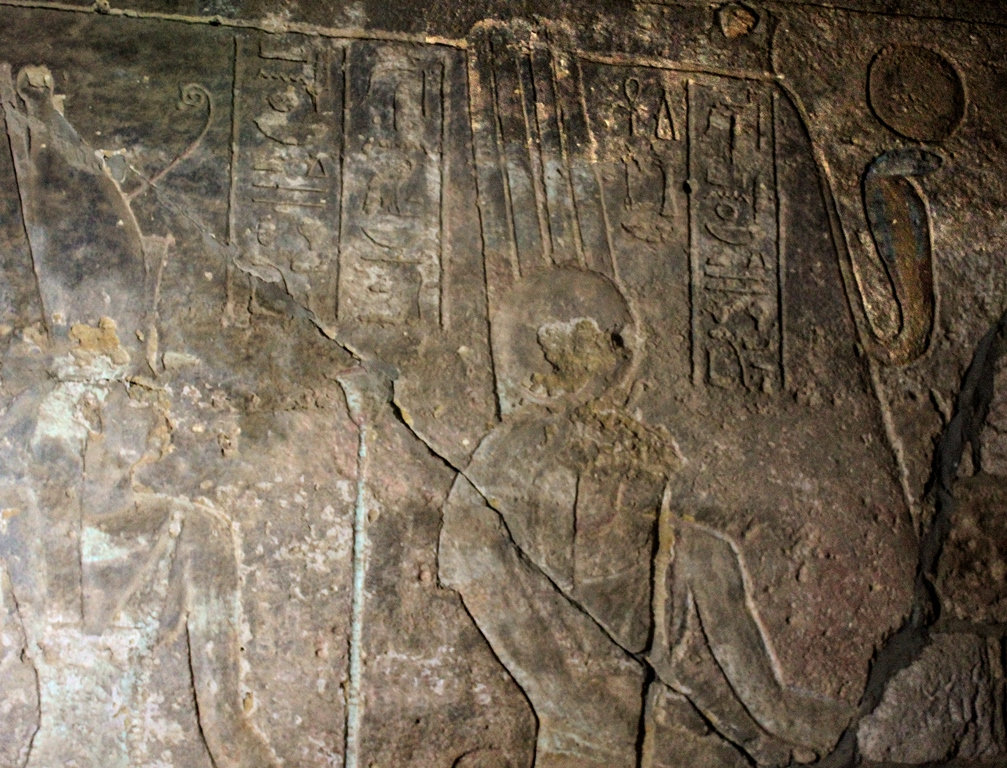
معبد موت في جبل البركل: آمون برفقة موت داخل جبل البركل

في وقت لاحق، أعاد الإمبراطور الروماني تيبيريوس بناء الموقع بعد فيضان شديد ودعم خلفاؤه المعبد حتى أصبح غير صالح، في وقت ما في حوالي القرن الثالث الميلادي. في وقت لاحق استخدم المسؤولون الرومان الحجارة من المعبد لمشاريع البناء الخاصة بهم ، غالبًا دون تغيير الصور المنحوتة عليها.

## معتقداتها

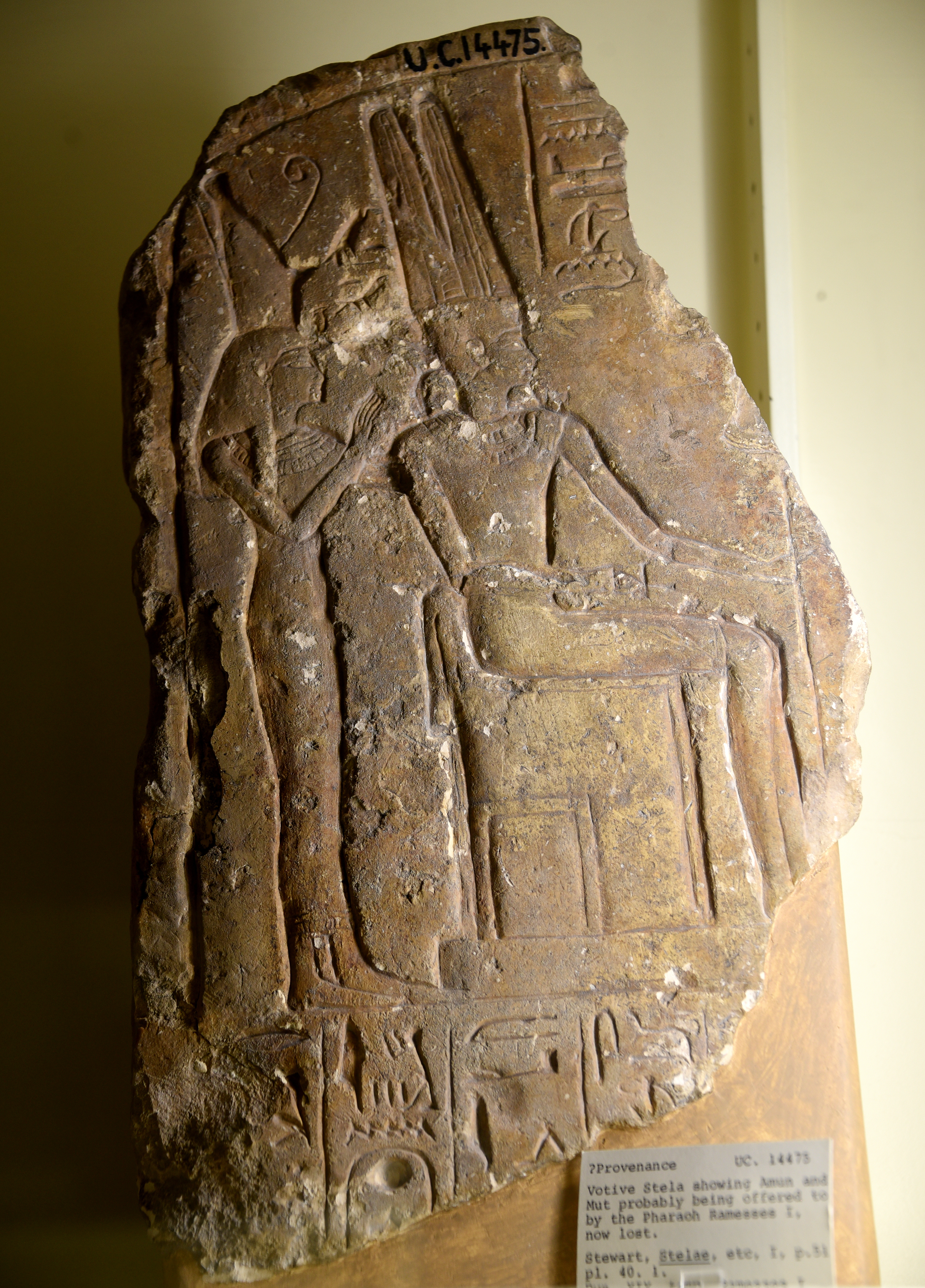
جزء من لوحة تُظهر آمون متوجًا على العرش. تقف موت ، مرتديًا التاج المزدوج ، خلفه. كلاهما يعرضه رمسيس الأول ، فقد الآن. من مصر. متحف بيتري للآثار المصرية بلندن

في أعقاب ثورة إخناتون، وما تلاها من استعادة للمعتقدات والممارسات التقليدية، تحرك التركيز في التقوى الشخصية نحو الاعتماد بشكل أكبر على الحماية الإلهية، وليس الإنسانية، للفرد. في عهد رمسيس الثاني، تبرع أحد أتباع الإلهة موت بكل ممتلكاته لمعبدها وسجل في قبره:
ووجد [كيكي] موت على رأس الآلهة ، القدر والثروة في يدها ، العمر ونفث الحياة أمران بهما ... لم أختر حامية بين الرجال. لم أسعى لنفسي حامية بين العظماء ... قلبي مليء بحبيبتي. ليس لدي خوف من أي شخص. أقضي الليل في نوم هادئ ، لأن لديّ حامي.

## وصلات خارجية
- Mut Article on Pantheon.org